# 세계 개시
세계 개시(世界開示, 독일어: Erschlossenheit, 문자 그대로 "개발, 이해")는 사물이 존재론적 세계, 즉 미리 해석되고 전체론적으로 구조화된 의미의 배경의 일부로 존재함으로써 인간에게 이해 가능하고 의미 있게 관련성을 갖게 되는 방식이다. 이러한 이해는 타인, 세상 속 사물, 그리고 언어를 통해 인간이 일상생활에서 실제로 경험하는 것을 통해 가장 먼저 드러난다고 한다.
이 현상은 독일 철학자 마르틴 하이데거가 『존재와 시간』에서 묘사했다. 존 듀이, 위르겐 하버마스, 니콜라스 콤프리디스, 찰스 테일러와 같은 철학자들도 (항상 같은 명칭을 쓰지는 않지만) 이 현상을 논의했다.
이언 해킹, 니콜라스 콤프리디스 등 일부 철학자도 이러한 존재론적 이해가 다양한 방식(철학적 논증의 혁신적인 형태를 포함)을 통해 어떻게 재개시 될 수 있는지 설명했다.

## 같이 보기
- 새로운 세계를 개시하다
- 생물
- 수용성
- 숨겨진 교육과정
- 아비투스
- 알레테이아
- 암묵적 기억
- 암묵적 인지
- 암묵적 지식
- 체화된 인지 과학
- 하이데거 용어
- 현실주의자를 위한 유토피아
- 휴버트 드라이퍼스